# Kelly Peyton
Kelly Peyton este un personaj jucat de către Amy Acker în serialul de televiziune Alias. Aceasta lucrează pentru o organizație teroristă, cunoscută sub numele de Prophet Five, în jurul căreia să concentrează cel de-al cincilea și ultimul sezon al serialului. 
Peyton, inițial, lucrează sub conducerea lui Gordon Dean și este prietena și asociata lui Rachel Gibson. Când Gibson ajunge să realizeze că The Shed nu este o divizie secretă a CIA, Peyton și Dean distrug biroul The Shed, omorând toți agenții, cu excepția lui Gibson. După câteva încercări de a o omorî pe Gibson, Dean este capturat și ucis, iar Peyton îi preia rolul din cadrul Prophet Five.
Peyton este prezentă mai încolo pe un vapor, pentru a supraveghea un interogatoriu hipnotic a lui Sydney Bristow, cu scopul de a obține informații despre un obiect al lui Rambaldi, cunoscut sub numele de "The Horizon". Este dezăluit faptul că Irina Derevko lucrează cu Peyton și cu Prophet Five pentru a recupera "The Horizon". Sydney o atacă pe Peyton după interogatoriu și reușește să evadeze. 
Sydney, Irina și Jack Bristow merg în Vancouver pentru a găsi "The Horizon". Peyton, posibil trădând-o pe Irina, îi urmează, dar nu reușește să pună pe "The Horizon". Până la urmă, Irina fuge cu el. 
Peyton are un rol important în eliberarea Annei Espinosa din închisoare, după care, acesta din urmă, este transformată într-o dublură a lui Sydney. 
În ultimul episod, Peyton se aliază cu Arvin Sloane și cu Julian Sark și îi ucide pe liderii organizației Prophet Five, un grup misterios format din doisprezece membri. Ea recuperează "The Horizon" de la Irina, în schimbul a două rachetel nucleare, dar este, mai târziu, capturată de APO. Prietenia ei anterioară cu Rachel se dovedește a fi dezavantajoasă, deoarece Gibson știa de ce se teme Peyton cel mai mult; apoi echipa folosește un șarpe pentru a obține infomații de la Peyton. Peyton se află sub arestul APO, în timp ce echipa îi opresc pe Sloane și pe Irina de la atingerea planurilor lor. 
Nu este menționat ce s-a întâmplat cu Peyton în secvența din viitor; probabil că a rămas închisă pentru numeroasele infracțiuni comise împotriva Statelor Unite. 